# ستيفان ياكوبسون
ستيفان ياكوبسون (بالسويدية: Stefan Jacobsson)‏ هو سياسي سويدي، ولد في 30 ديسمبر 1982 في السويد. حزبياً، نشط في Alliance for Peace and Freedom ‏.